# Francisco Carvajal
Pour les articles homonymes, voir Carvajal.
Ne doit pas être confondu avec Francisco de Carvajal.
Carvajal y Gual est un nom espagnol. Le premier nom de famille, en général paternel, est Carvajal ; le second, en général maternel, souvent omis, est Gual.
Francisco Sebastián Carvajal y Gual (né le 9 décembre 1870 à Campeche et mort le 20 septembre 1932 à Mexico) est un homme d'État mexicain qui est président du Mexique,.